# Singles 1963-1965
Singles 1963-1965 er et opsamlingsalbum, lavet som et box set, med singler og EPer af The Rolling Stones musik, og strækker sig i perioden 1963 til 1965. Det var den første i serie af succesfulde The Rolling Stones 1963 – 1970 optagelser. 
Kritikerne såede tvivl omkring nødvendigheden af udgivelsen til dette album, specielt efter Singles Collection: The London Years fra 1989 allerede dækkede den periode tilfredsstillende. 
Imidlertid blev Singles 1963-1965 bemærkelsesværdig da det var den første CD udgivelse af The Rolling Stones tre engelske EP udgivelser fra Decca Records i 1964 og 1965.

## Spor
- Alle sangene er skrevet af Mick Jagger and Keith Richards udtaget hvor andet er noteret.

### Disc 1
1. "Come On" (Chuck Berry) – 1:48
2. "I Want To Be Loved" (Willie Dixon) – 1:52

### Disc 2
1. "I Wanna Be Your Man" (John Lennon/Paul McCartney) – 1:44
2. "Stoned" (Nanker Phelge) – 2:07

### Disc 3:The Rolling StonesEP
1. "Bye Bye Johnny" (Chuck Berry) – 2:09
2. "Money" (Berry Gordy Jr./Janie Bradford) – 2:31
3. "You Better Move On" (Arthur Alexander) – 2:39
4. "Poison Ivy" (Jerry Leiber/Mike Stoller) – 2:06

### Disc 4
1. "Not Fade Away" (Buddy Holly/Norman Petty) – 1:47
2. "Little By Little" (Nanker Phelge/Phil Spector) – 2:39

### Disc 5
1. "It's All Over Now" (Bobby Womack/Shirley Jean Womack) – 3:28
2. "Good Times, Bad Times" – 2:30

### Disc 6:Five by FiveEP
1. "If You Need Me" (Robert Batemen/Wilson Pickett) – 2:03
2. "Empty Heart" (Nanker Phelge) – 2:37
3. "2120 South Michigan Avenue" (Nanker Phelge) – 2:07
4. "Confessin' The Blues"(Walter Brown/Jay McShann) – 2:48
5. "Around and Around" (Chuck Berry) – 3:05

### Disc 7
1. "Tell Me" – 2:37
2. "I Just Want To Make Love To You" (Willie Dixon) – 2:17

### Disc 8
1. "Time Is on My Side" (Norman Meade) – 2:52
2. "Congratulations" – 2:28

### Disc 9
1. "Little Red Rooster" (Willie Dixon) – 3:05
2. "Off the Hook" – 2:34

### Disc 10
1. "Heart of Stone" – 2:46
2. "What A Shame" – 3:03

### Disc 11
1. "The Last Time" – 3:42
2. "Play With Fire" (Nanker Phelge) – 2:14

### Disc 12:got LIVE if you want it!EP
1. "We Want The Stones" (Nanker Phelge) – 0:13
2. "Everybody Needs Somebody To Love" (Solomon Burke/Bert Russell/Jerry Wexler) – 0:36
3. "Pain In My Heart" (Naomi Neville) – 2:03
4. "Route 66" (Bobby Troup) – 2:36
5. "I'm Moving On" (Hank Snow) – 2:13
6. "I'm Alright" – 2:22